# Stiven van Zant
Stiven van Zandt (engl. Steven Van Zandt; rođen 22. novembar 1950. u Bostonu, Masačusets (SAD)) je američki muzičar, tekstopisac, glumac, producent i radijski di-džej. Najpoznatiji je kao gitarista u „I Strit bendu“ (engl. E Street Band) Brusa Springstina, ali i po ulozi Silvia Dantea u američkoj televizijskoj seriji „Porodica Soprano“ (engl. The Sopranos).

## Muzička karijera
Stiven van Zant (rođen kao Stiven Lento; prezime je preuzeo od svog oca) je još kao mladić, kao i većina ljudi njegove generacije, imao želju da osnuje svoj rok bend, posebno nakon što je na televiziji gledao izvođenja Bitlsa. U ostvarenje svog sna krenuo je zajedno sa Brusom Springstinom, takođe Amerikancem italijanskog porekla, koji je u to vreme već promenio nekoliko bendova. Njih dvojica su tokom šezdesetih i sedamdesetih godina zajedno nastupali sa više različitih grupa, a u međuvremenu su postali i veoma bliski prijatelji. Iako je frontmen bendova „Fabrika Čelika“ (engl. Steel Mill) i „Bend Brusa Springstina“ (engl. Bruce Springseetn Band), sa kojima su nastupali, bio sam Springstin, van Zant nije bio stalni član tih bendova sve do 1975, kada se zvanično priključio Springstinovom „I Strit bendu“.
Van Zandt, koji je bio poznat i pod nadimkom „Majami Stiv Van Zant“, je paralelno nastupao sa još jednim izvođačem iz Nju Džerzija, Džonom Lajonom, sa kojim je formirao bendove Southside Johnny and the Asbury Jukes, a bio je i član Filadelfijskog benda „Dovelsi“ (engl. The Dovells), čiji je singl „Bristolski Stomp“ (engl. Bristol Stomp) ostvario milionski tiraž. Van Zant je održavao saradnju sa bendom Southside Johnny and the Asbury Jukes, radeći kao producent na njihovom demo snimku koji im je obezbedio ugovor sa izdavačkom kućom „Epik“, a kasnije je bio i producent na njihova prva tri albuma.
Ulogu producenta, tačnije jednog od njih, imao je i na albumima Brusa Springstina, „Reka“ (engl. The River) (1980) i „Rođen u SAD“ (engl. Born in the U.S.A.) (1984). Van Zant je takođe formirao i svoju grupu „Mali Stiven i Učenici Duše“ (engl. Little Steven and the Disciples of Soul.) ranih osamdesetih koja je između 1980. i 1989. izdala pet albuma. Iako pesme njegovog benda nisu imale uspeha na top listama, rad Stivena van Zanta sa grupom „Mali Stiven i Učenici Duše“ ostao je zapamćen po angažovanju u nekim političkim problemima, posebno vezanim za konzervativnu politiku predsednika SAD-a Ronalda Regana.
Početkom devedesetih, u periodu kada nije izdavao svoje albume, Stiven je radio kao producent za druge izvođače i soundtrack albume. Godine 1995. ponovo se priključio Springstinovom „I Strit bendu“ radi novih nastupa vezanih za izdavanje albuma najvećih hitova. 2001. godine učestvovao je u organizovanju niza koncerta na kojima su nastupali „garažni“ rok bendovi.

## Aktivizam
Године 1984, godine, van Zant je napustio „I Strit bend“ radi potrage za drugim interesovanjima. Svoj status poznatog muzičara koristio je u boribi protiv aparthejda, vladine politike rasnog razdvajanja u Južnoafričkoj Republici. Van Zant je okupio izvođače kao što su Bob Dilan, Boni Rajt, Bono, i Brus Springstin, sa kojima je osnovao organizaciju pod nazivom „Ujedinjeni umetnici protiv aparthejda“ (engl. Artists United Against Apartheid), koja je snimila album „Sunčani Grad“ (engl. Sun City) 1985. godine. Singl, koji je nosio isto ime kao i album, pozivao je muzičare da bojkotuju južnoafrički resort Sunčani Grad. Ova organizacija je bila samo početak rada Stiven van Zanta u aktivizmu. Kasnije je radio na podizanju svesti o mešanju američke vojske u rad vlada Srednje Amerike i mnogim drugim problemima.

## Karijera na radiju
Године 2002, godine Stiven van Zant je krenuo da radi kao voditelj radio emisije pod nazivom „Podzemna garaža Malog Stivena“ (engl. Little Steven's Underground Garage), čija tema je bila njegova neumiruća ljubav prema „garažnom“ roku, panku, „R&B“ i psihodelik muzici. Emisija je brzo postala popularna među slušaocima, a emitovala se i preko dve satelitske radio mreže. 2006. godine „Podzemna garaža“ počinje da se širi; Stiven prvo osniva izdavačku kuću pod nazivom „Opako kul ploče“ (engl. Wicked Cool Records), a godinu dana kasnije i „Rokenrol zauvek fondaciju“ (engl. Rock and Roll Forever Foundation). Prvi projekat ove fondacije je bila „Srednja škola rokenrola“ (engl. Rock and Roll High School), koja je izučavala svetski bitne događaje u svetu rok muzike kroz decenije. Van Zant je kasnije imenovan na poziciji direktora muzičkog komiteta hit video-igre Rok bend (engl. Rock Band), gde je bio zadužen za pronalaženje nove muzike za video-igru.

## Glumačka karijera
Nakon što je scenarista i producent Dejvid Čejs video Stivena na jednom od njegovih nastupa, dobio je inspiraciju da za njega stvori ulogu koja će van Zantu omogućiti još veći auditorijum i publicitet nego njegova muzička karijera. Pozvao ga je na audiciju za ulogu Tonija Soprana, glavnog lika u televizijskoj seriji koju je Čejs u to vreme pripremao, iako Stiven nije imao glumačkog iskustva. Međutim, van Zant nije želeo da oduzme ulogu pravim glumcima, pa je Čejs za njega napisao ulogu Silvia Dantea, i to na osnovu lika istog imena koji je junak kratke priče koju je Stiven van Zant napisao i pokazao Dejvidu Čejsu.
Silvio Dante je u seriji savetnik (consigliere) Tonija Soprana, šefa najveće mafijaške organizacije u Nju Džerziju i glavnog lika serije. Stivenova žena Maurin van Zant se takođe pojavljuje u „Porodici Soprano“, i to kao Silvijova žena Gabrijela.
Iako je nakon završetka snimanja serije više puta izjavio da nema nameru da nastavlja glumačku karijeru, Stiven se od početka februara 2012. pojavljuje kao glavni lik u norveškoj komičnoj tv seriji Lilyhammer koja prati život američkog mafijaša (van Zant) koji beži u ruralne delove Norveške nakon svedočenja protiv pripadnika bivše zajedničke mafijaške grupe.

## Spoljašnje veze
- Stiven van Zant na sajtu  (jezik: engleski)